# Ciclismo ai Giochi della XI Olimpiade - Corsa a squadre
La corsa a squadre di ciclismo su strada dei Giochi della XI Olimpiade si svolse il 10 agosto 1936  a Berlino, in Germania.
La classifica finale era determinata sommando i tempi dei migliori tre corridori di ogni nazione della prova individuale.

## Classifica
| Pos.             | Squadra        | Corridore                   | Pos. Ind.      | Tempo individuale | Tempo totale   |
| ---------------- | -------------- | --------------------------- | -------------- | ----------------- | -------------- |
| 1                | Francia        | Robert Charpentier          | 1              | 2h33'05"          | 7h39'16"       |
| 1                | Francia        | Guy Lapébie                 | 2              | 2h33'05"          | 7h39'16"       |
| 1                | Francia        | Robert Dorgebray            | 4              | 2h33'06"          | 7h39'16"       |
| 2                | Svizzera       | Ernst Nievergelt            | 3              | 2h33'05"          | 7h39'20"       |
| 2                | Svizzera       | Edgar Buchwalder            | 11             | 2h33'07"          | 7h39'20"       |
| 2                | Svizzera       | Kurt Ott                    | 14             | 2h33'07"          | 7h39'20"       |
| 3                | Belgio         | Auguste Garrebeek           | 8              | 2h33'06"          | 7h39'21"       |
| 3                | Belgio         | Armand Putzeyse             | 8              | 2h33'06"          | 7h39'21"       |
| 3                | Belgio         | Jean-François Van Der Motte | 16             | 2h33'08"          | 7h39'21"       |
| 4                | Italia         | Pierino Favalli             | 7              | 2h33'06"          | 7h39'22"       |
| 4                | Italia         | Glauco Servadei             | 15             | 2h33'07"          | 7h39'22"       |
| 4                | Italia         | Corrado Ardizzoni           | 16             | 2h33'08"          | 7h39'22"       |
| 5                | Austria        | Virgilius Altmann           | 16             | 2h33'08"          | 7h39'24"       |
| 5                | Austria        | Hans Höfner                 | 16             | 2h33'08"          | 7h39'24"       |
| 5                | Austria        | Eugen Schnalek              | 16             | 2h33'08"          | 7h39'24"       |
| Non classificate |                |                             |                |                   |                |
| -                | Bulgaria       | Bulgaria                    | Bulgaria       | Bulgaria          | Bulgaria       |
| -                | Canada         | Canada                      | Canada         | Canada            | Canada         |
| -                | Cile           | Cile                        | Cile           | Cile              | Cile           |
| -                | Danimarca      | Danimarca                   | Danimarca      | Danimarca         | Danimarca      |
| -                | Gran Bretagna  | Gran Bretagna               | Gran Bretagna  | Gran Bretagna     | Gran Bretagna  |
| -                | Germania       | Germania                    | Germania       | Germania          | Germania       |
| -                | Ungheria       | Ungheria                    | Ungheria       | Ungheria          | Ungheria       |
| -                | Lettonia       | Lettonia                    | Lettonia       | Lettonia          | Lettonia       |
| -                | Lussemburgo    | Lussemburgo                 | Lussemburgo    | Lussemburgo       | Lussemburgo    |
| -                | Paesi Bassi    | Paesi Bassi                 | Paesi Bassi    | Paesi Bassi       | Paesi Bassi    |
| -                | Perù           | Perù                        | Perù           | Perù              | Perù           |
| -                | Polonia        | Polonia                     | Polonia        | Polonia           | Polonia        |
| -                | Svezia         | Svezia                      | Svezia         | Svezia            | Svezia         |
| -                | Cecoslovacchia | Cecoslovacchia              | Cecoslovacchia | Cecoslovacchia    | Cecoslovacchia |
| -                | Turchia        | Turchia                     | Turchia        | Turchia           | Turchia        |
| -                | Stati Uniti    | Stati Uniti                 | Stati Uniti    | Stati Uniti       | Stati Uniti    |
| -                | Jugoslavia     | Jugoslavia                  | Jugoslavia     | Jugoslavia        | Jugoslavia     |